# 1936
1936 (MCMXXXVI) là một năm nhuận bắt đầu vào Thứ tư của lịch Gregory, năm thứ 1936 của Công nguyên hay của Anno Domini, the năm thứ 936  của thiên niên kỷ 2, năm thứ 36  của thế kỷ 20, và năm thứ  7   của thập niên 1930. 

## Sự kiện

### Tháng 1
- 28 tháng 1: Thành lập liên quân kháng Nhật tại Đông Bắc Trung Quốc.

### Tháng 4
- 9 tháng 4: Trương Học Lương và Chu Ân Lai bí mật hội đàm kế hoạch kháng Nhật.

### Tháng 7
- 17 tháng 7: bùng phát nội chiến Tây Ban Nha.

### Tháng 8
- 10 tháng 8: Đảng cộng sản Trung Quốc kêu gọi liên minh với chính phủ Quốc Dân kháng Nhật

### Tháng 12
- 12 tháng 12: xảy ra sự kiện binh biến Tây An

## Sinh

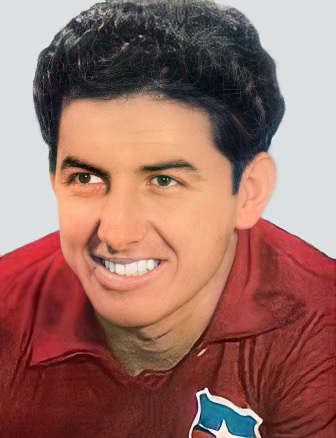
Leonel Sánchez

Nhạc sĩ tiền chiến Việt Nam Chung Quân.
~ tháng ~: Duy Khánh ca - nhạc sĩ, một trong Tứ trụ nhạc Vàng. (m.2003)
Nhật Trường - Trần Thiện Thanh, ca - nhạc sĩ, một trong Tứ trụ nhạc Vàng. (m.2005)
Hùng Cường, ca - nhạc sĩ, một trong Tứ trụ nhạc Vàng. (m.1996)
- 1 tháng 1 - Hồng Đăng, là một nhạc sĩ Việt Nam. là tác giả các ca khúc nổi tiếng như Hoa sữa (m. 2022)
- 15 tháng 1 - Văn Dung, nhạc sĩ, nhà báo người Việt Nam (m. 2022)
- 25 tháng 4 - Leonel Sánchez,  một cựu cầu thủ bóng đá Chile (m. 2022)
- 15 tháng 5 - Nguyễn Tài Tuệ, nhạc sĩ người Việt Nam (m. 2022)
- 21 tháng 5 - Günter Blobel, nhà sinh vật học người Mỹ gốc Đức (m. 2016)
- 21 tháng 7 - Lê Văn Tĩnh, nhà giáo, đạo diễn người Việt Nam (m. 2021)
- 22 tháng 12 - Nguyễn Hồng Nhị, là một sĩ quan cao cấp của Quân đội nhân dân Việt Nam (m. 2021)
- 30 tháng 12 - Khánh Ngọc, ca sĩ Việt Nam (m. 2021)

## Mất
- 28 tháng 3: Maksim Gorky (s. 1868)
- 19 tháng 10: Lỗ Tấn, nhà văn hiện đại của Trung Quốc (s. 1881)

## Giải Nobel
- Vật lý - Victor F. Hess, Carl D. Anderson ("for his discovery of cosmic radiation" / "for his discovery of the positron").
- Hóa học - Petrus (Peter) Josephus Wilhelmus Debye ("for his contributions to our knowledge of molecular structure through his investigations on dipole moments and on the diffraction of X-rays and electrons in gases").
- Y học - Sir Henry Hallett Dale, Otto Loewi ("for their discoveries relating to chemical transmission of nerve impulses").
- Văn học - Eugene Gladstone O'Neill ("for the power, honesty and deep-felt emotions of his dramatic works, which embody an original concept of tragedy").
- Hòa bình - Carlos Saavedra Lamas (Argentina)